# A la calle
A la calle es el título de un maxisencillo editado en 1986 por el grupo musical vasco Kortatu.
El maxisencillo se editó a principios de 1986, año en que también publicaron el LP El Estado De Las Cosas. El maxi lo componían tres canciones: «Hay algo aquí que va mal» (una versión en clave reggae de la versión de Stiff Little Fingers del tema «Doesn´t make it allright» del grupo de ska The Specials), «A la calle» (un tema rock propio) y «Desmond dub», un dub de «Desmond Tutu» (un tema de su primer LP). «Desmond dub» fue el primer dub que se realizó en España.
Los dos primeros temas los grabaron en los estudios Elkar de la mano de Jean Phocas (miembro del grupo reggae Potato), mientras que, para «Desmond dub», simplemente remezclaron el material que ya habían grabado en los estudios Tsunami con la ayuda de Carolo. El maxi fue producido por el propio grupo y Marino Goñi, quien ya había colaborado con ellos como técnico de sonido en su primer LP.
En 1998 la discográfica Oihuka (heredera de Soñua), editó por primera vez en CD las tres canciones al incluirlas como temas extra en la reedición en CD de El Estado De Las Cosas.

## Lista de canciones
Cara A
1. «Hay algo aquí que va mal»
2. «A la calle»

Cara B
1. «Desmond dub»

«Desmond dub» y «A la calle» compuestas por Fermin e Iñigo Muguruza. «Hay algo aquí que va mal» es una versión de «Doesn´t make it allright» de The Specials que adapta fielmente (excepto en la letra) la versión que a su vez hicieron los norirlandeses Stiff Little Fingers de la canción en su LP Nobody's heroes (1980).

## Personal
- Fermin Muguruza: guitarra y voz.
- Iñigo Muguruza: bajo, guitarra y voz.
- Treku Armendáriz: batería.

### Músicos adicionales
- Jesús Soldevilla: percusión en «Desmond dub».

## Personal técnico
- Jean Phocas: técnico de sonido y mezclas en «Hay algo aquí que va mal» y «A la calle».
- Josean López: técnico de sonido y mezclas en «Desmond dub».
- Carolo: remezcla de «Desmond dub».
- Marino Goñi: productor.
- Txabi Oneka: diseño.
- Karlos Korbella: fotografía de portada.
- Dieguillo: diseño de la bota de la contraportada.